# Votschia nemophila
Votschia nemophila là một loài thực vật có hoa trong họ Anh thảo. Loài này được (Pittier) B. Ståhl miêu tả khoa học đầu tiên năm 1993.